# نايبيداو
نايبيداو (بالبورمية: ) وتعني المدينة الملكية (المعروفة باسم Kyetpyay، بينمانا أو Kyatpyay، بينمانا) وهي عاصمة بورما (ميانمار). إحدى إدارات إقليم نايبيداو وفقا لدستور عام 2008. في 6 نوفمبر 2005، تم نقل العاصمة الإدارية لبورما رسميا إلى غرينفيلد 3.2 كيلومتر (2.0 ميل) إلى الغرب من بيينمانا وحوالي 320 كم (200 ميل) إلى الشمال من يانجون (رانجون)العاصمة السابقة.وأعلن الاسم الرسمي لها كعاصمة في 27 مارس 2006، وهو يوم القوات المسلحة في بورما. هناك الكثير من مخططات لهذه المدينة لا تزال قيد الإنشاء، والتي كان من المقرر أن يتم الانتهاء منها حوالي 2012. واعتبارا من 1 أكتوبر 2012، كان عدد السكان 1164299، مما يجعلها ثالث أكبر مدينة في بورما، وراء كل من يانغون وماندالاي.والمدينة هي واحدة من 10 أسرع المدن نموا في العالم. وقد عقدت قمة الآسيان ال25 وكذلك مؤتمر القمة التاسع شرق آسيا في نايبيداو. كما أنها واحدة من المدن المضيفة لعام 2013 ألعاب جنوب شرق آسيا.

## سبب التسمية
تعني كلمة ناي بي داو عموماً «العاصمة الملكية»، «مقعد للملك» أو «دار الملوك».تقليديا كان يستخدم لاحقة إلى أسماء العواصم المالكة. ويعني اسمها حرفيا «مدينة الشمس الملكية» في البورمية.

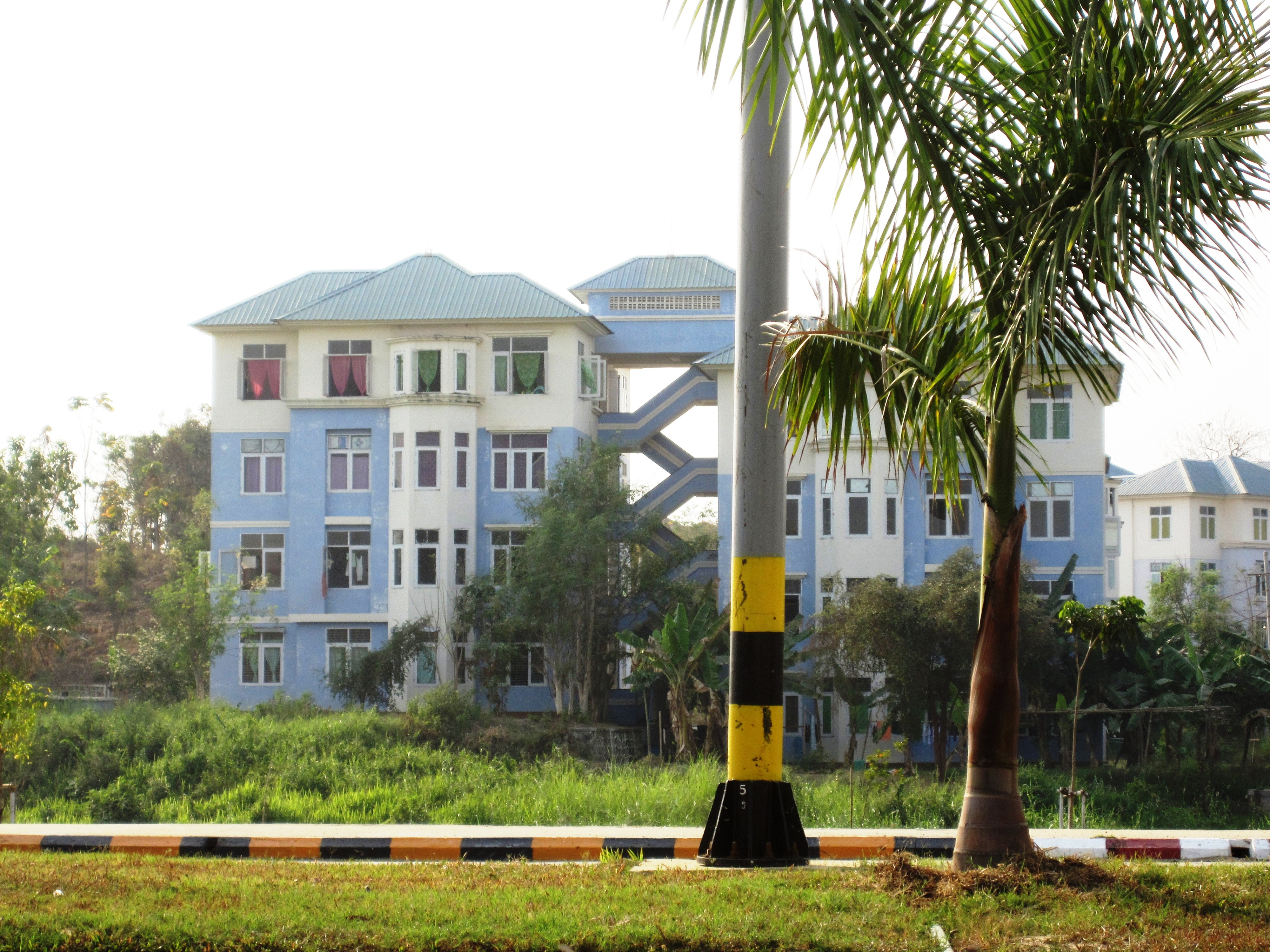
Naypyitaw Apartment

## تاريخ المدينة
نايبيداو لديها تاريخ قصير، بعد أن تأسست على الحقول على بعد 3 كيلومتر (1.9 ميل) إلى الغرب من بيينمانا وحوالي 320 كيلومتر (200 ميل) إلى الشمال من يانجون، أعمال البناء بدأت في عام 2002. تم تعيين ما لا يقل عن خمسة وعشرون شركة من قبل الحكومة العسكرية لغرض بناء المدينة، بما في ذلك شركة آسيا الدولية وهتو المحدودة.وبدأت الحكومة العسكرية بنقل الوزارات الحكومية من يانجون إلى نايبيداو في 6 تشرين الثاني 2005 وبعد خمسة أيام، في 11 تشرين الثاني في الساعة 11 صباحا، قافلة ثانية من 1,100 شاحنة عسكرية تقل 11 كتيبة عسكرية و11 وزارة حكومة تركت يانغون. وكان من المتوقع أن تكون الوزارات قد انتقلت جميعها إلى العاصمة الجديدة بحلول نهاية فبراير 2006.ومع ذلك أدت هذه الخطوة المتسرعة لعدم وجود مدارس وغيرها من المرافق التي ادت إلى فصل موظفي الحكومة عن أسرهم في الوقت الراهن. وحظرت الحكومة أصلا عائلات موظفي الحكومة من الانتقال إلى العاصمة الجديدة. وتقع مقر القيادة العسكرية في مجمع منفصل عن الوزارات الحكومية، وتم منع المدنيين من الدخول إليه. يقتصر وجود الباعة في منطقة تجارية بالقرب من المكاتب الحكومية.
في 27 مارس 2006، تظاهر أكثر من 12,000 جندي في العاصمة الجديدة في أول مناسبة عامة وهي: عرض عسكري ضخم بمناسبة يوم القوات المسلحة، التي هي ذكرى انتفاضة 1945 في بورما ضد الاحتلال الياباني من بورما. اقتصر التصوير على أرض تحتوي على ثلاثة تماثيل-تصوير هائلة من ملوك البورمية آناوراهتا، بينانج وألاونغبايا، الذين يعتبرون الملوك الثلاثة الأكثر أهمية في تاريخ بورما. سميت المدينة رسميا نايبيداو بهذا الاسم خلال هذه الاحتفالات.

## سبب نقل العاصمة اليها
نايبيداو هي في موقع أكثر مركزية وإستراتيجية من العاصمة القديمة يانغون.وهو أيضا مركز للنقل تقع بالقرب من ولايات شان، وكايا وكايين. ورئي أن الوجود العسكري والحكومي فيها سيكون أقوى لتوفر الاستقرار في تلك المناطق المزمنة المضطربة.التفسير الرسمي لنقل العاصمة كان هو ان يانجون أصبحت مزدحمة جدا ومكتظة مع وجود مساحة صغيرة للتوسع في المستقبل.
بعض الدبلوماسيين الغربيين تكهن بأن الحكومة هي المعنية بحماية نفسها مع وجود إمكانية هجوم أجنبي، ويانغون تقع على الساحل، وبالتالي عرضة للغزو بسهولة. والاعتقاد السائد بين البورمين هو أن التحذير حول هجوم أجنبي تم إلى القائد العسكري من قبل أحد علماء الفلك. وصف الصحافي الهندي سيدهارث فاراداراجان، الذي زار نايبيداو في يناير كانون الثاني عام 2007 العاصمة الجديدة بوصف «التأمين النهائي ضد تغيير النظام، تحفة التخطيط العمراني تصميم لهزيمة أي» ثورة ملونة«-ليس بالدبابات ومدافع المياه، ولكن عن طريق هندسة ورسم الخرائط»

## الجغرافيا والمناخ
تقع نايبيداو بين سلاسل الجبال باغو Yoma وشان Yoma.المدينة تغطي مساحة قدرها 7,054.37 km2 (2,723.71 ميل مربع).
يقع سد Chaungmagyi على بعد بضعة كيلومترات إلى الشمال من نايبيداو، في حين سد Ngalaik هو على بعد بضعة كيلومترات إلى الجنوب. السد Yezin هو أبعد في شمال شرق البلاد.

## تقسيمات المدينة
تم تقسيم نايبيداو إلى عدد من المناطق.اعتباراً من عام 2011، والمدينة لا تزال تفتقر إلى العديد من المرافق التي تكون في أي عاصمة أخرى.

### المناطق السكنية
يتم تنظيم المناطق السكنية بعناية، وخصصت الشقق وفقا للرتبة والحالة الاجتماعية. ويوجد بالمدينة حالياً 1,200 مبنى سكني من أربعة طوابق. وأسطح المباني السكنية مرمزة حسب سكانها. يعيش موظفي وزارة الصحة في المباني ذات الأسقف زرقاء وزارة الزراعة الموظفين يعيشون في المباني ذات الأسطح الخضراء. يعيش المسؤولون الحكوميون ذات المستوى العالي في القصور، والتي يوجد منها حوالي 50. ومع ذلك يعيش العديد من سكان المدينة في الأحياء الفقيرة.

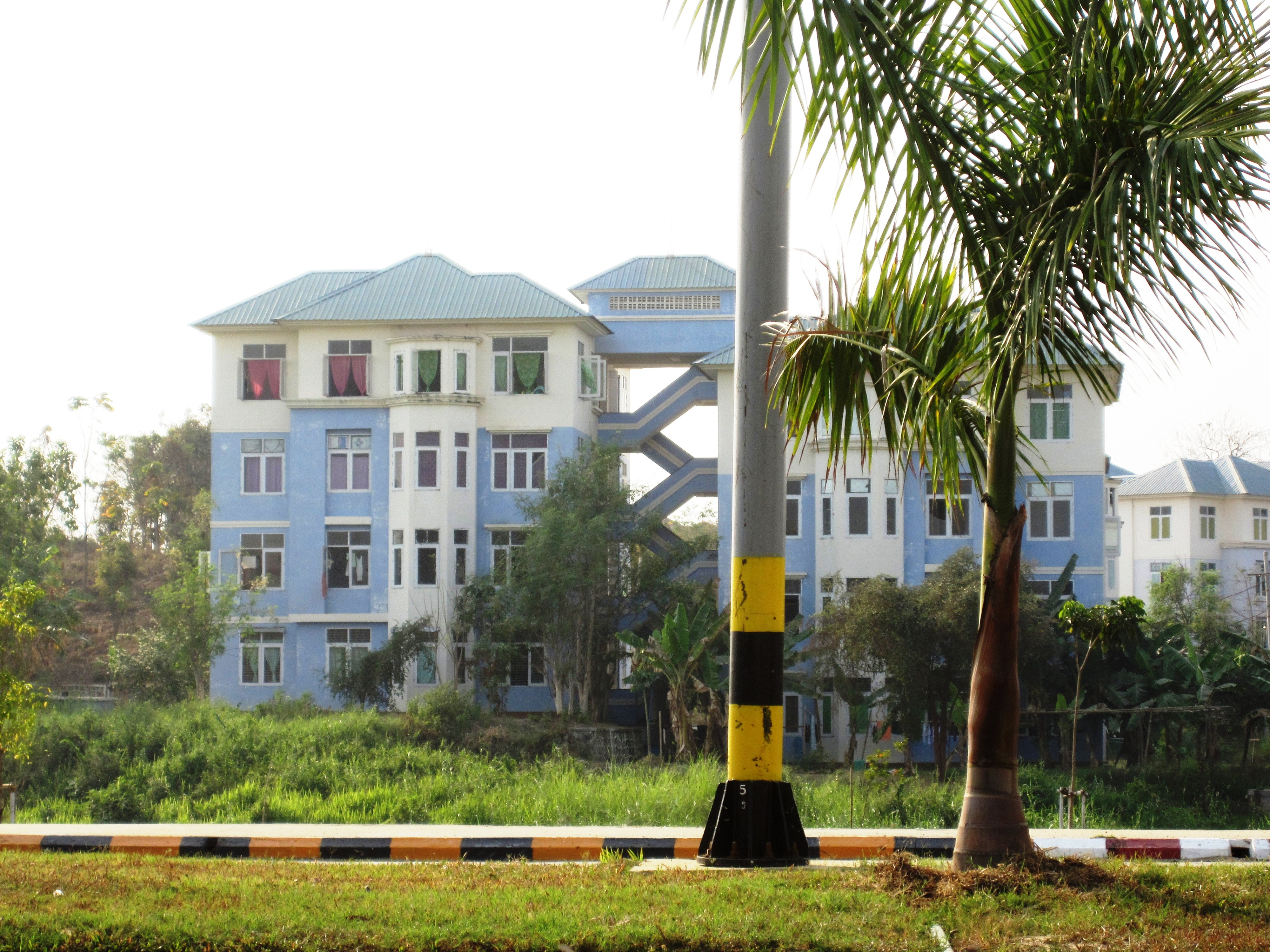
Naypyitaw Apartment

### مناطق عسكرية
يعيش كبار ضباط الجيش والمسؤولين الرئيسيين الآخرين بعيدا عن موظفي الحكومة الاخرين ب 11 كم (6.8 ميل).يقع مقر الحكومة في مجمع يحتوي على الأنفاق والمخابئ. وتستضيف المدينة أيضا قاعدة عسكرية، والتي لا يمكن الوصول إليها للمواطنين أو غيرهم من الموظفين دون إذن رسمي كتابي داخل منطقة عسكرية.

### منطقة الوزارات
تحتوي منطقة الوزارات في المدينة مقر الوزارات الحكومية في بورما. جميع مباني الوزارات متطابقة في المظهر. وهناك مجمع برلماني يتكون من 31 من المباني وأيضاً يقع هناك القصر الرئاسي والمؤلف من 100 غرفة. وتتضمن أيضاً المنطقة مبنى قاعة المدينة، والتي لديها العديد من خصائص العمارة الستالينية، ولكن مع وجود سقف على غرار البورمي.

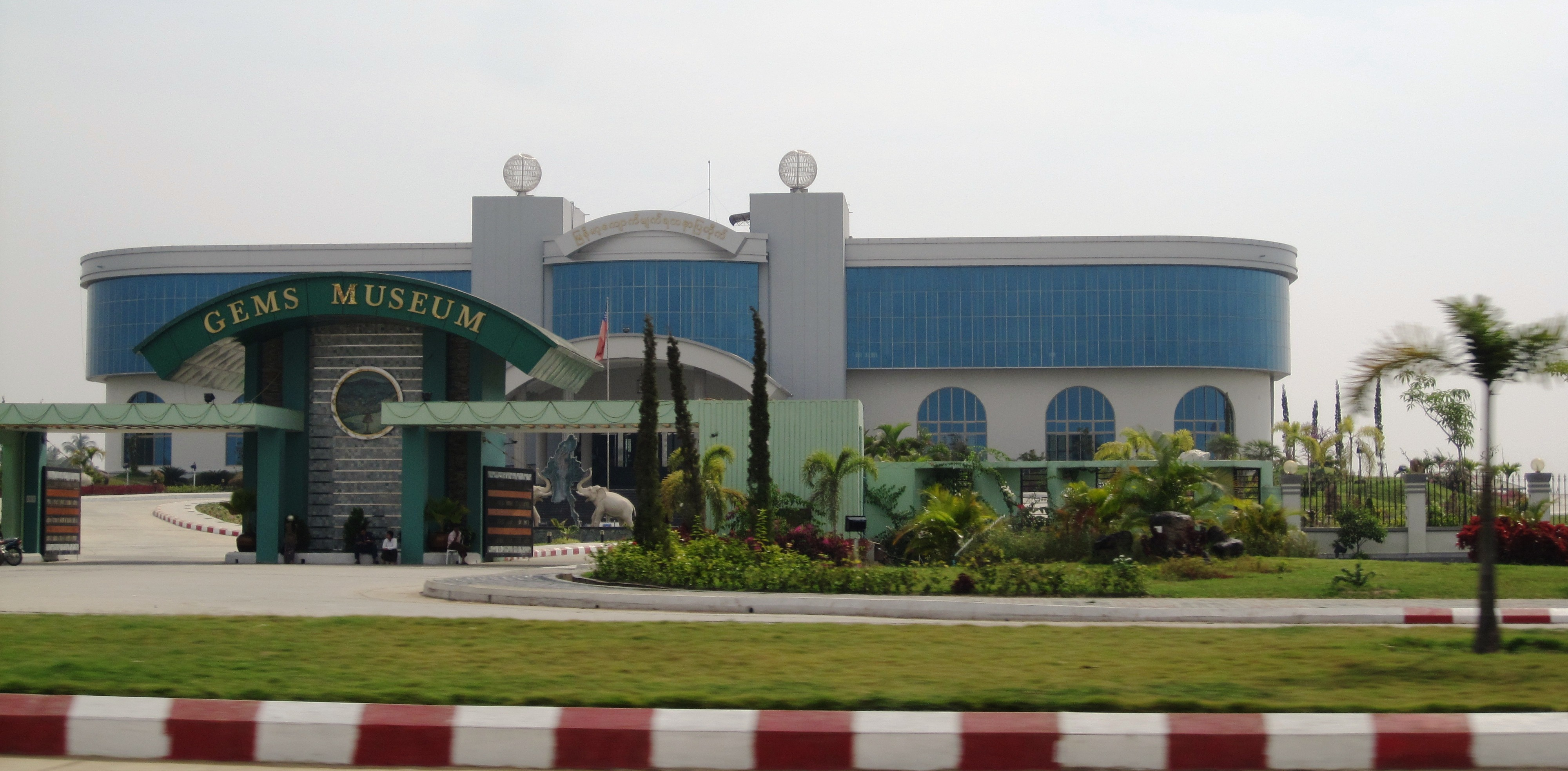
Naypyitaw Gems Museum-01

### منطقة الفنادق
يوجد عدد قليل من الفنادق على طراز فيلا على مشارف التلال في المدينة. يوجد حاليا اثنا عشر فندق تقع في أو بالقرب من نايبيداو. ثمانية من هذه تقع داخل منطقة نايبيداو، ويقع اثنين على طريق يانجون-ماندالاي. تم تشييد أربعون من الفيلات بالقرب من مركز المؤتمرات في إطار التحضير للقمة الخامسة والعشرون لاسيان التي أجريت في نايبيداو في نوفمبر 2014. وبناءالفلل في عام 2010 من قبل الحكومة. ومع ذلك كانت الأموال محدودة لذلك المشروع وتم وضع المشروع في وقت لاحق للمناقصة تم الانتهاء منه بحلول مستثمرين من القطاع الخاص. تفاصيل عملية المناقصة غير واضحة ولكن تم اختيار عشر شركات للمشاركة في النشاط بما في ذلك الشركات المملوكة من قبل رجال الأعمال البارزين معروفة لديها اتصالات وثيقة مع الحكومة.
تم تشييد 348 الفنادق والنزل 442 لإيواء الرياضيين خلال الألعاب جنوب شرق آسيا 2013، التي استضافتها نايبيداو.

### مراكز التسوق

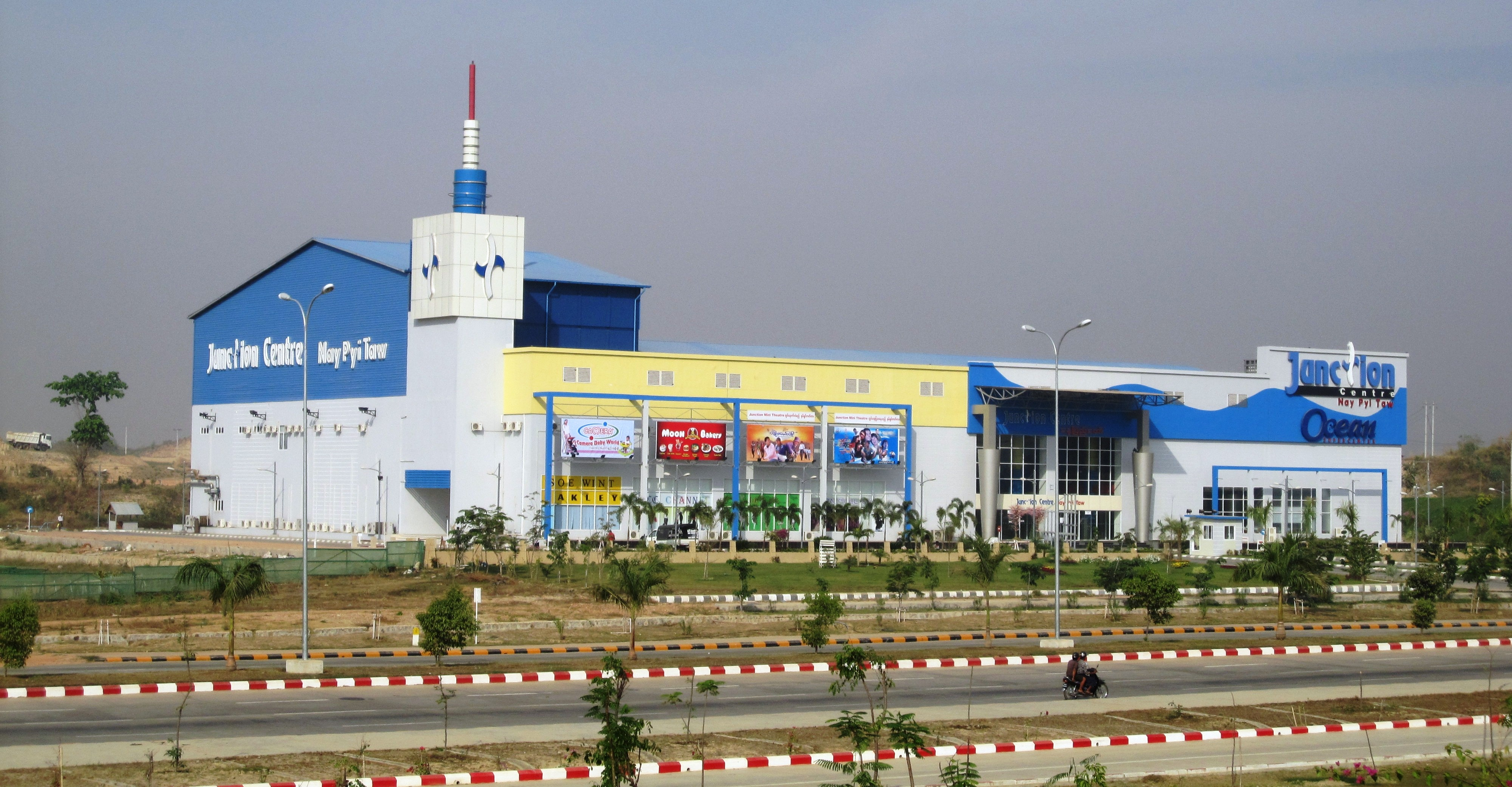
Junction Centre Naypyitawسوق

(Naypyidaw Myoma) حاليا المركز التجاري في نايبيداو.
وتشمل مناطق التسوق الأخرى (Therapy Chaung Market) و (Junction Centre Naypyidaw) بنيت من قبل شركة (Shwe Taung) للتنمية وأكملت في أغسطس 2009، سوق (Junction Centre Naypyidaw)هو أول مركز تسوق يديره القطاع الخاص في العاصمة. وهناك أيضا الأسواق المحلية ومنطقة المطاعم.

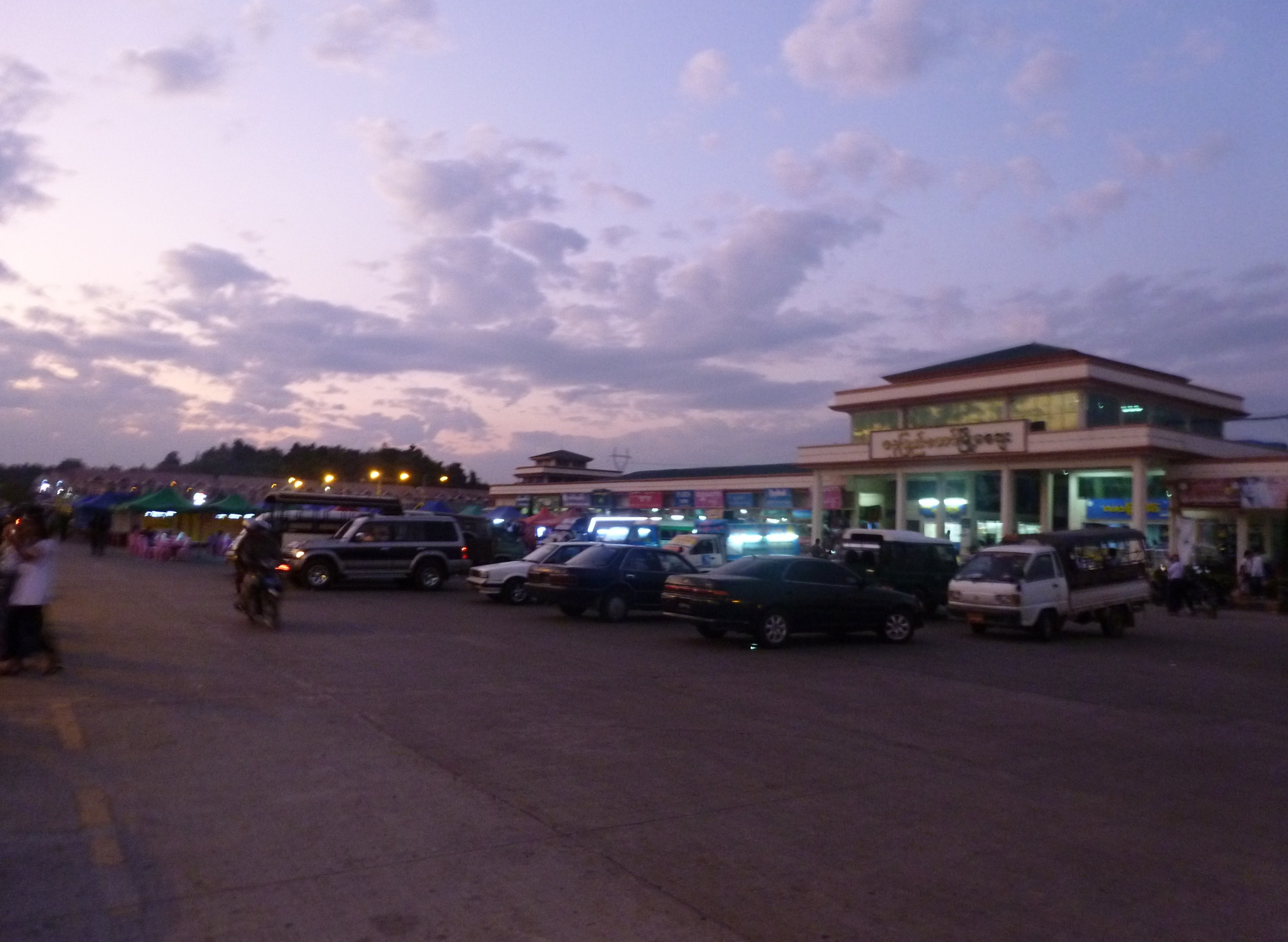
Naypyidaw -- Myoma Market

### مراكز الاستجمام
بحيرة (Ngalaik)هي حديقة مائية صغيرة تقع على طول السد Ngalaik، قرب قرية Kyweshin وتبعد حوالي سبعة أميال من نايبيداو. افتتحت في عام 2008، وتشمل المرافق في بحيرة Ngalaik المنتجعات الطبيعية، والمساكن السياحية وشاطئ. والحديقة مفتوحة للجمهور خلال العطلات.
افتتحت في عام 2008، الحديقة الوطنية العشبية وبها معروضات من النباتات والنباتات الطبية من جميع المناطق الرئيسية في بورما. وهناك الآلاف من النباتات في الحديقة، تمثل مئات من الأنواع المختلفة.وتبلغ مساحتها حوالي 200 فدان.
خلف قاعة المدينة، هناك حديقة مع مجمع وملعب ونافورة للمياه التي تضئ ليلا وتستضيف الموسيقى كل ليلة.
افتتح في نايبيداو حدائق حيوان في عام 2008 مع 420 حيواناً ومنزل مكيف للبطريق. وهذه هي أكبر حديقة للحيوانات في بورما. وسفاري بارك نايبيداو افتتح رسميا في 12 فبراير 2011. تفتخر نايبيداو أيضا بوجود ملعبين للغولف (ناي بي تاو سيتي ملعب غولف ويي بيار ملعب غولف) ومتحف الأحجار الكريمة.

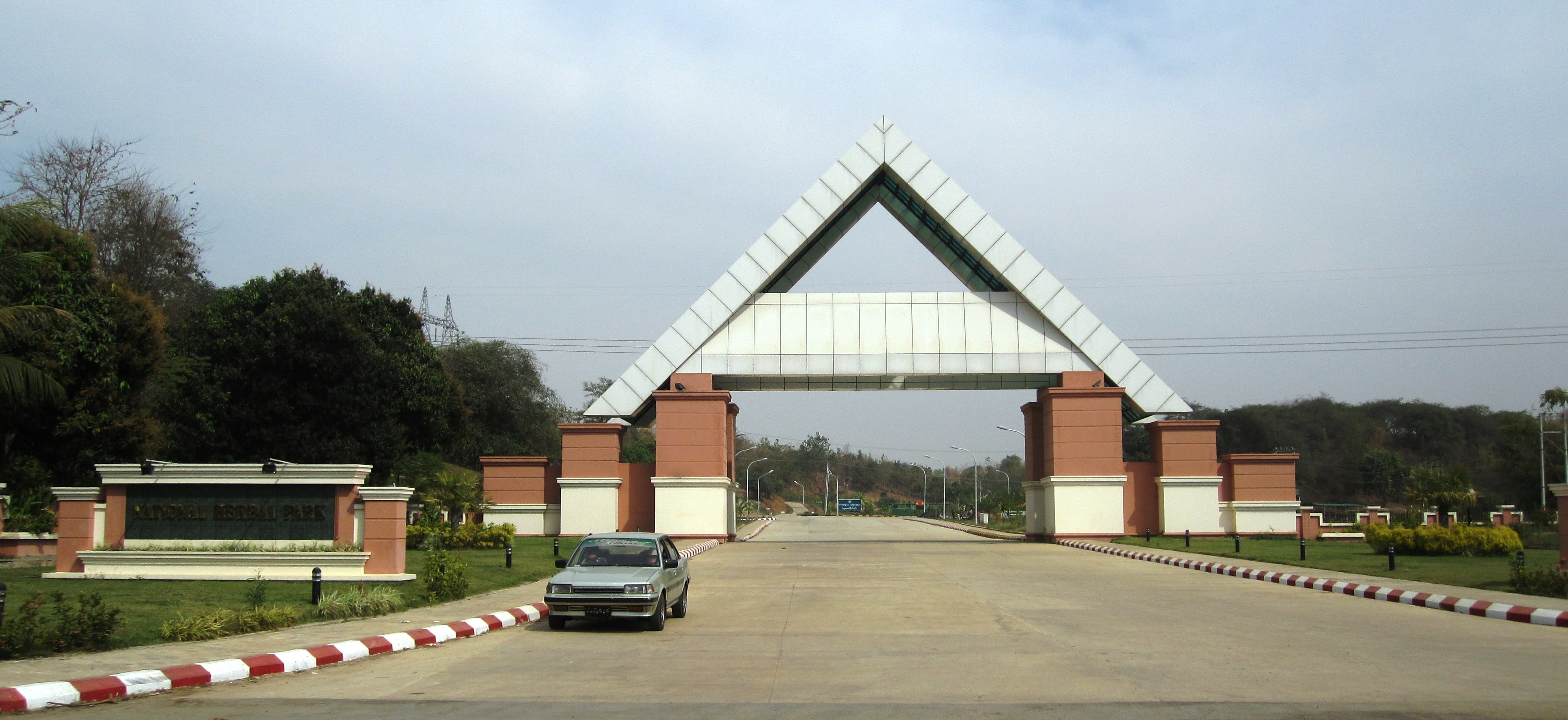
National Herbal Park

### المعابد
معبد Uppatasanti
مماثل في الحجم والشكل إلى معبد شويداغون في يانغون، وقد تم الانتهاء من بناءه في عام 2009. يسمى هذا المعبد الجديد Uppatasanti أو «معبد السلام». وقد أقيم حفل الافتتاح للمعبد في 12 نوفمبر 2006.وبطاقة الدعوة لحضور الحفل افتتحت مع عبارة «راجاستان نايبيداو (عاصمة الملك حيث يتواجد الملك)».والمعبد هو 30 سم فقط أقصر من معبد شويداغون.Uppatasanti يترجم تقريبا إلى «حماية ضد الكارثة». هو اسم سوترا من قبل راهب أوائل القرن ال16. يجب أن يكون ليتلى في وقت الأزمات، وخاصة في مواجهة الغزو الأجنبي.

### المنطقة الدولية
وضعت الحكومة جانبا 2 هكتار (4.9 فدان) من الأراضي ليستوعب كل السفارات ومقر الخارجية وبعثات الأمم المتحدة. وحتى الآن، انتقلت فقط السفارة البنغلاديشية إلى نايبيداو.

## الثقافة
توزع الاكاديمية السينمائية الجوائز سنويا على المتفوقين في السينما البورمية. كما أنه يوجد هناك سينما ومسرح في نايبيداو

## إدارة المدينة
تقع مسؤولية إدارة اقليم نايبيداو تحت إدارة مباشرة من رئيس الجمهورية. يقوم مجلس نايبيداو بإدارة الشؤون اليومية للمدينة نيابة عن الرئيس. ويعين رئيس وأعضاء مجلس نايبيداو من قبل رئيس الجمهورية وتشمل كلا من المدنيين وممثلي القوات المسلحة.
يوم 30 مارس عام 2011، عين الرئيس ثين سين ثين نيونت رئيسا لمجلس نايبيداو، جنبا إلى جنب مع 9 أعضاء وهم: ثان هتاي، العقيد مينت أونغ ثان، اساسه تشون، باينغ سو، وشهدت هلا، مينت سوي، مينت شوي وميو نيونت.
ويتكون إقليم اتحاد نايبيداو من المدينة نفسها (وسط المدينة) وثماني بلدات محيطة بها.وينقسم وسط المدينة إلى أربعة أقسام. اعتباراً من ديسمبر 2009، تم نقل معظم المكاتب وزارات الحكومة إلى العاصمة الإدارية. تبقى فقط مكاتب مديريات الوزارات في يانغون

### اقسام المدينة
- Zeyatheiddhi
- Pyinnyatheddhi
- Bawgatheiddhi
- Mingalatheiddhi

### البلدات الموجودة سابقاً
- Pyinmana
- Lewe
- Tatkon

### البلدات الجديدة
- Ottarathiri Township
- Dekkhinathiri Township
- Pobbathiri Township
- Zabuthiri Township
- Zeyarthiri Township

في بعض الأحيان هناك بعض الجدل حول استخدام الأراضي والتغيرات في ملكية الأراضي ذات الصلة بانتشار المناطق الحضرية في نايبيداو.في أواخر عام 2014، على سبيل المثال، كانت هناك اقتراحات في البرلمان أن الاستيلاء على الأراضي التي تحدث بالقرب من بلدة Dekkhinathiri وأن القوانين القائمة تحتاج إلى تعديلها لتوفير حماية أفضل للمزارعين.

## التعليم
يوجد مدرسة ييزين للتعليم الأساسي والثانوي، وكذلك يوجد جامعه ييزين للعلوم البيطرية، جامعة ييزين للعلوم الزراعية
جامعة ييزين لعلوم المياه والغابات

## وسائط النقل

محطة سكة حديد نايبيداو

خدمات النقل العام محدودة بين الأحياء. هناك طريق سريع بين يانجون ونايبيداو يبلغ طوله 323.2 كم (200.8 ميل) وهي جزء من طريق يبلغ طولها 563 كم (350 ميل) بين يانجون-نايبيداو-ماندالاي السريع.

### نظام الميترو
في آب 2011، أعلنت وسائل الإعلام الروسية أن شركة مقرها روسيا ستوم ببناء 50 كيلومترا (31 ميل) خط المترو، الذي سيكون أول نظام السكك الحديدية تحت الأرض في البلاد، تحت نايبيداو.ومع ذلك اعلنت وزارة النقل أن الخطة قد ألغيت بسبب قلة الطلب ومحدودية الميزانية.

### حافلات النقل والسيارات
نايبيداو لديها أربعة طرق تربط الحارات ومتعددة المستويات، وهناك الدوارات المغطاة بالزهور (دوائر المرور).الوزارات الحكومية تقوم بتشغيل الحافلات المكوكية في الصباح والمساء للمباني الخاصة بها.
ويوجد في المدينة المحطة المركزية للحافلات وشركة واحدة لسيارات الأجرة والتي تعمل من قبل الجيش.
تحظر الدراجات النارية في بعض الطرق في حدود المدينة نايبيداو، بما في ذلك أقسام تاو فوز Yadanar ، نتيجة لمئات من الوفيات المرتبطة بحوادث مرورية في عام 2009

### سكك الحديد
افتتح خط سكة حديد في مدينة نايبيداو في عام 2009. وكان قد بدأ العمل به في عام 2006 بين محطتطين (Ywataw) و (Kyihtaunggan)

### المطارات
مطار نايبيداو، المعروف أيضاً باسم مطار Aylar، هو 16 كم (10 ميل) جنوب شرق المدينة، بين بلدتي Ela وLewe. هو يخدم جميع شركات الطيران المحلية باغان وماندالاي، الخطوط الجوية الميانمارية، مع رحلات منتظمة إلى يانغون وغيرها من المدن في جميع أنحاء البلاد. ومنذ أبريل 2009، المطار يشهد توسعا كبيرا للتعامل مع ما يصل إلى 3.5 مليون مسافر في السنة. رحلات جوية دولية مباشرة وتشمل بانكوك وكونمينغ. والتي تنظمها شركة طيران اسيا رحلة مباشرة بين نايبيداو وكوالا لمبور في 10 نوفمبر 2014.

## الرعاية الصحية
افتتح مستشفى نايبيداو في عام 2006. ويقدم خدمات التوليد وخدمات الدفاع، وأمراض النساء والأطفال، ويتكون من 300 سرير الذي هو من بين المستشفيات التعليمية للأكاديمية البورمية لخدمات الدفاع الطبية.

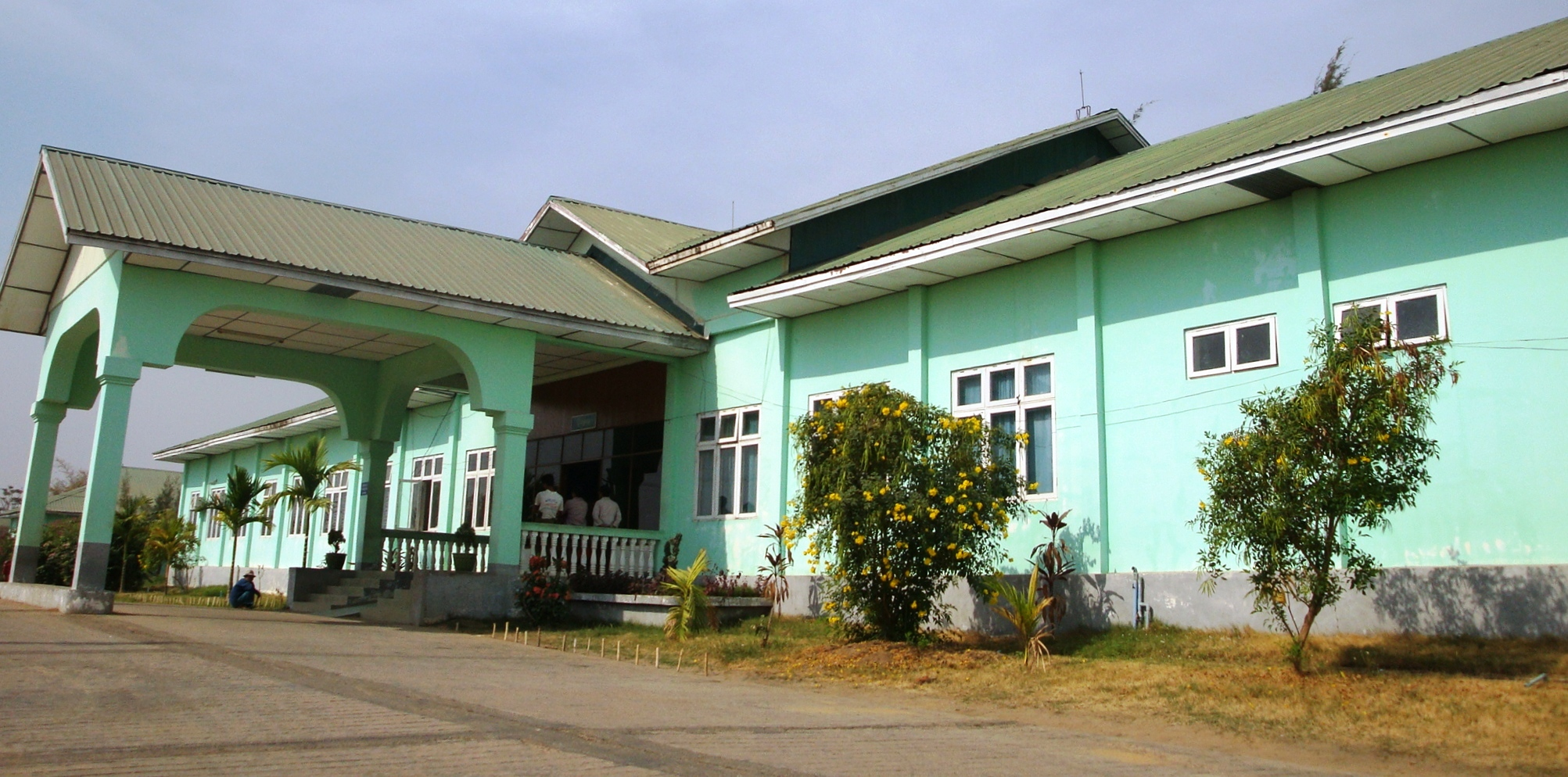
Naypyitaw Hospital

## الاتصالات
منذ عام 2009، تمت تغطية نايبيداو بشبكة الهاتف المحمول.